# جودي كرادوك
جودي كرادوك (بالإنجليزية: Jody Craddock)‏ (مواليد 25 يوليو 1975 في ريديتش - إنجلترا) لاعب كرة قدم إنجليزي يلعب حاليا لصالح نادي الدرجة الممتازة وولفرهامبتون واندررز الإنجليزي منذ 2003 في مركز قلب الدفاع .

## روابط خارجية
- جودي كرادوك على موقع قاعدة بيانات كرة القدم.إي يو (الإنجليزية)
- جودي كرادوك على موقع Soccerbase.com (لاعب) (الإنجليزية)
- جودي كرادوك على موقع عالم كرة القدم.نت (الإنجليزية)
- جودي كرادوك على موقع كووورة